# Испанский военный контингент в Ираке
Испанский контингент в Ираке — подразделение вооружённых сил Испании, созданное в 2003 году и находившееся в составе сил многонациональной коалиции.

## История
16 марта 2003 года премьер-министр Испании Хосе Мария Аснар высказался в поддержку ультиматума, выдвинутого США и Великобританией к правительству Ирака, однако это заявление вызвало недовольство в правительстве и среди населения страны.
После того, как вооружённые нападения на подразделения американских и британских войск в Ираке участились, заинтересованность военно-политического руководства США в привлечении к операции в Ираке войск других стран НАТО увеличилась. 
11 июля 2003 года кабинет министров Испании одобрил отправку в Ирак 1300 военнослужащих - они должны были стать основой для испано-латиноамериканской бригады «Плюс-Ультра» под командованием генерала Альфредо Кардона (которую было решено создать в центральной части Ирака в составе сводной многонациональной дивизии под командованием Польши). Изначально планировалось, что срок пребывания испанских военнослужащих в Ираке - до конца 2003 года с возможностью продления при необходимости.
12 июля 2003 года из порта Валенсии вышло зафрахтованное министерством обороны судно торгового флота «Кармен» с грузом для испанского контингента. На его борту находились 15 бронемашин, 71 грузовик и 168 контейнеров с палатками, продовольствием, запасом питьевой воды и другим необходимым имуществом. Личный состав доставили в Ирак на самолётах, первые военнослужащие прибыли 30 июля 2003 года.
19 августа 2003 года в результате взрыва заминированного грузовика возле офиса ООН в Багдаде погибли несколько сотрудников ООН, а также капитан ВМФ Испании Manuel Martin-Oar.
9 октября 2003 года в Багдаде был застрелен военный атташе посольства Испании Jose Antonio Bernal, кадровый сотрудник Национального разведывательного центра – управления военной разведки министерства обороны Испании.
29 ноября 2003 года на шоссе в 30 км к югу от Багдада (в зоне ответственности польского военного контингента) было совершено нападение на автоколонну из двух джипов испанского контингента. В результате обстрела из РПГ и автоматического оружия погибли семеро военнослужащих, ещё один получил ранения. Все они являлись сотрудниками Национального разведывательного центра.
22 января 2004 во время операции по осмотру дома подозреваемого в терроризме в 30 км южнее города Эд-Дивания по группе из двух испанцев и сопровождавших их иракских полицейских открыли огонь. Офицер гражданской гвардии Gonzalo Pérez García получил тяжёлое пулевое ранение в голову, впал в коматозное состояние и после оказания неотложной медицинской помощи в военном госпитале США в Багдаде был эвакуирован из Ирака. 4 февраля 2004 он умер в мадридском госпитале от оказавшегося смертельным ранения. 
11 февраля 2004 в городе Эд-Дивания неизвестные сбросили с крыши здания на проезжавший испанский патруль взрывное устройство, пятеро испанских военнослужащих из бригады «Плюс-Ультра» получили ранения различной степени тяжести.
В апреле 2004 в районе города Эд-Дивания были ранены 3 военнослужащих Испании.
После терактов 11 марта 2004 года в Мадриде, 18 апреля 2004 года премьер-министр Хосе Луис Родригес Сапатеро отдал приказ о выводе войск Испании из Ирака и к 27 апреля 2004 года основная часть войск покинула страну (до 27 мая 2004 в Ираке были оставлены 150 военнослужащих, занимавшиеся упаковкой и вывозом военного имущества).
В мае 2004 года в 50 км от города Эд-Дивания в результате обстрела из РПГ-7 испанского патруля был ранен 1 сержант Испании.
21 мая 2004 года две автоколонны (в которых находились последние военнослужащие, техника и грузы испанского контингента) покинули территорию Ирака и оказались на территории Кувейта.
15 декабря 2011 года США объявили о победе и официальном завершении Иракской войны, однако боевые действия в стране продолжались.
В июне 2014 года боевики "Исламского государства" начали масштабное наступление на севере Ирака, после чего положение в стране осложнилось. 29 июня 2014 года на занятых ИГИЛ территориях Ирака был провозглашен халифат. 5 сентября 2014 года на саммите НАТО в Уэльсе глава государственного департамента США Джон Керри официально обратился к странам-союзникам США с призывом присоединиться к борьбе с ИГИЛ. В октябре 2014 года было объявлено о намерении отправить в Ирак контингент из 300 военнослужащих Испании.
В феврале 2015 года на военной базе "Gran Capitan" испанские войска начали обучение военнослужащих иракской армии и сотрудников иракской полиции.
8 сентября 2016 года в 40 км к востоку от Багдада грузовик иракской армии врезался в бронеавтомобиль Iveco LMV испанского контингента, в этом дорожно-транспортном происшествии погиб один испанский солдат, ещё два военнослужащих были травмированы и госпитализированы.
После начала эпидемии COVID-19, в начале июня 2020 года было принято решение вывести всех военнослужащих Испании из Ирака до конца июля 2020 года.

## Результаты
По официальным данным правительства Испании, потери испанского контингента в 2003-2004 гг. составили 12 человек погибшими и 18 ранеными. Военные расходы составили 295,55 млн. долларов США. В 2015-2020 гг. потери составили ещё 1 человека погибшим и 2 травмированными.
В период с февраля 2015 до июня 2020 года испанские военные советники и инструкторы обучили личный состав 17 бригад иракской армии и десять бригад федеральной полиции Ирака.